# Камыш-Башы (Токтогульский район)
Камыш-Башы (кирг. Камыш-Башы) — село в Токтогульском районе Джалал-Абадской области Кыргызстана. Входит в состав Кызыл-Озгорушского айылного аймака.

## География
Село расположено в северо-восточной части области, на берегах реки Кенг-Тулук-Сай, на расстоянии приблизительно 43 километров (по прямой) к юго-востоку от города Токтогула, административного центра района.

## Население
Согласно оценочным данным Национального статистического комитета Кыргызской Республики, численность населения села на начало 2023 года составляла 1728 человек.
| год     | 2009 | 2014 | 2015 | 2020 | 2021 | 2023 |
| ------- | ---- | ---- | ---- | ---- | ---- | ---- |
| человек | 1869 | 1637 | 1605 | 1800 | 1816 | 1728 |